# Kloster Bonnevaux (Dauphiné)
Das Kloster Bonnevaux (Dauphiné) (Bonna Vallis), nicht zu verwechseln mit Kloster Bonnevaux (Vienne), ist eine ehemalige Zisterzienserabtei in Frankreich. Es lag in der Gemeinde Lieudieu bei Villeneuve-de-Marc im Département Isère, Region Auvergne-Rhône-Alpes, 25 Kilometer östlich der Stadt Vienne und rund sechs Kilometer südöstlich von Saint-Jean-de-Bournay am Nordrand des Forêt de Bonnevaux.

## Geschichte
Das Kloster wurde im Jahr 1117 vom Erzbischof von Vienne Guy (Guido) de Bourgogne (dem späteren Papst Kalixt II.) als sechstes Tochterkloster von Kloster Cîteaux gestiftet; manchmal wird seine Gründung auch Géraud de Salles zugeschrieben. Es war Mutterkloster von Kloster Mazan, Kloster Montpeyroux, Kloster Tamié, Kloster Léoncel, Kloster Valmagne, Kloster Ulmet, Kloster Valbenoîte und Kloster Valcroissant. Auch die Nonnenklöster Kloster Laval-Bénite und Kloster Bonnecombe standen unter der Jurisdiktion von Bonnevaux. Das Kloster gelangte durch verschiedene Privilegien und Stiftungen, auch des Dauphin, zu Wohlstand. Es besaß fünfzehn Grangien in Villeneuve-de-Marc, St-Georges-d’Espéranche, Beaurepaire, Primarette, Ste-Anne-sur-Gervonde und Diémoz. In den Religionskriegen des 16. Jahrhunderts hatte das Kloster zu leiden. Im Jahr 1576 wurde es von den Hugenotten geplündert und die Kirche wurde verwüstet. In der Zeit der Französischen Revolution wurde es aufgelöst, erneut geplündert, angezündet und anschließend als Steinbruch benutzt. Heute steht nichts mehr aufrecht. Die Fundamentsteine wurden 1938 zum Bau der Kirche von Villeneuve-de-Marc verwendet.

## Bauten und Anlage
Ein Gemälde aus dem Jahr 1750 zeigt eine Anlage mit Kirche im Norden mit großem Westturm, die Klausur südlich davon. An der Stelle der Abtei wurde 1933 von Kloster Tamié eine Gedenkstätte (Kreuz mit Plakette) errichtet. Erhalten ist eine dreischiffige Grangie.